# なすび絵里
なすび 絵里（なすび えり、7月16日 - ）は日本の少女漫画家。島根県出身。2006年、『ちゃおDX』（小学館）夏号に掲載された「恋色ネイル」でデビュー。
デビュー以前には『りぼん』（集英社）にも投稿しており、「もうひと息賞」などの受賞経験がある。

## 作品一覧
- 恋色ネイル（2006年ちゃおDX夏号）
- ランラン・ランデブー（2006年ちゃおDX秋号）
- もしもキセキがおきるなら(2006年ちゃおDX冬号)
- やっぱカレシがほしいのだ!!（2007年ちゃおDX春待ち号）
- 大凶娘とハッピーBOY（2008年ちゃおDX春待ち大増刊号）
- 恋こい★ヘルシーマニア（2008年ちゃおDX秋の大増刊号）
- おかえり（2009年ちゃおDX春超大増刊号）